# Diecezja Caçador
Diecezja Caçador (łac. Dioecesis Captatoropolitana) – diecezja Kościoła rzymskokatolickiego w Brazylii. Należy do metropolii Chapecó i wchodzi w skład regionu kościelnego Sul IV. Została erygowana przez papieża Pawła VI bullą Ut suorum fidelium w dniu 23 listopada 1968.

## Główne świątynie
- Katedra: Katedra św. Franciszka z Asyżu w Caçador

## Biskupi diecezjalni
- Orlando Octacílio Dotti OFMCap. (1969–1976)
- João Marchiori (1977–1983)
- Luiz Colussi (1983–1996)
- Luíz Carlos Eccel (1998–2010)
- Severino Clasen OFM (2011–2020)
- Cleocir Bonetti (od 2021)